# Acer linganense
Acer linganense é uma espécie de árvore do gênero Acer, pertencente à família Aceraceae.